# Districte de Tarn Taran
El districte de Tarn Taran és una divisió administrativa del Panjab (Índia) amb capital a Tarn Taran. La superfície és de 2.449 km² i la població (agafada segons el cens del 2001 pels tahsils que la formen) de 939.057 habitants.

## Administració
El 31 de març de 2007 estava dividit en tres tehsils:
- Patti
- Tarn Taran
- Khadur Sahib

I vuit blocs:
- Bhikhiwind
- Chohla Sahib
- Gandiwind
- Khadur Sahib
- Naushera Panuan
- Patti
- Tarn Taran
- Valtoha

El nombre de pobles és de 623.